# Steindorf, Lurnsko polje
Steindorf je naselje v Občini Lurnsko polje v Okraju Špital ob Dravi  na Koroškem v Avstriji.